# Zajk
Zajk is een plaats (község) en gemeente in het Hongaarse comitaat Zala. Zajk telt 237 inwoners (2001).